# Per Andersson i Domvalla
Per Andersson (i riksdagen kallad Andersson i Domvalla), född 8 april 1768 i Gåsinge socken, död där 15 maj 1837, var en svensk riksdagsman i bondeståndet.
Andersson företrädde Åkers, Selebo och Daga härader av Södermanlands län vid riksdagarna 1815 och 1823.
Vid 1815 års riksdag var Andersson ledamot i lagutskottet och under riksdagen 1823 var han ledamot i bondeståndets enskilda besvärsutskott, elektor för ståndets utskottsval, ledamot i lagutskottet och statsrevisorssuppleant.